# Enrique José O'Donnell
Enrique José O'Donnell y d'Anethan (San Sebastián, 21 de mayo de 1776–Montpellier, 17 de mayo de 1834), conde de La Bisbal, fue un militar español de origen irlandés.

## Biografía
Descendiente de Calvagh O'Donnell, jefe del clan irlandés de los O’Donnell of Tyrconnell, su familia tuvo que abandonar Irlanda tras la batalla del Boyne (1688). Su padre, Joseph O’Donnell, fue coronel del regimiento de Irlanda y su hermano, el general carlista Carlos O'Donnell y Anhetan. Participó en la guerra de la Independencia y ascendió al grado de mariscal de campo en 1809 y teniente general en 1810, siendo destinado a Cataluña como capitán general de la Región Militar.
Obtuvo el título de conde de La Bisbal como recompensa tras la batalla ocurrida en dicha localidad donde capturó al general francés François Xavier de Schwarz el 14 de septiembre de 1810. Posteriormente participó en la toma de la fortaleza de Santa Engracia, que se rindió a sus órdenes el 30 de junio de 1813.
Durante la restauración absolutista de Fernando VII fue un activo defensor de la causa real frente a los liberales y constitucionalistas gaditanos. En 1811 fue nombrado capitán general de Andalucía. Se enfrentó, sin éxito, al general Rafael de Riego en el contexto de la sublevación del Ejército de Ultramar, que debía partir a principios de 1820 hacia América para sofocar la rebeldía de las colonias americanas. Apartado de los círculos de poder durante el Trienio Liberal debió huir a Francia con la llegada de los Cien Mil Hijos de San Luis a pesar de sus convicciones absolutistas, dado que fue partidario de establecer un régimen sin presencia exterior. Murió poco después de recibir la amnistía para regresar a España.
Era tío del militar y político español Leopoldo O'Donnell. 
Un miembro de una rama familiar asentada en Austria fue el general Karl O'Donnell (1715-1771), que tuvo una participación destacada en la Guerra de los Siete Años.